# Stef Poelmans
Stef Poelmans (Heusden-Zolder, 28 april 1996) is een Vlaams acteur, presentator en zanger.

## Biografie
Poelmans is afgestudeerd in de richting woordkunst-drama en begon daarna als acteur en regieassistent in het theater.  
Poelmans was op televisie te zien als gastacteur in programma’s als  Albert II, Thuis en Rox.  
In 2013 was hij voor enkele dagen presentator van VTMKZOOM in de wedstrijd 'Jij Kiest' waarin een nieuwe vaste presentator gekozen werd.
Sinds januari 2017 is hij presentator bij Nickelodeon Benelux. Daar presenteerde hij onder andere Snap Het, Droomkamers en Cool Factor.  
Poelmans werd geslimed tijdens de Nickelodeon Kids' Choice Awards 2017, die hij ook presenteerde. In 2018 mocht hij opnieuw de presentatie van deze liveshow voor zijn rekening nemen en de toenmalige K3 'slimen'.  
In 2018 werd hij met het programma De Viral Fabriek genomineerd voor de Televizier-Ster Jeugd tijdens het Gouden Televizier-Ring Gala.
Sinds 2020 werkt hij mee aan de evenementen van Vlaanderen Zingt als presentator en zanger.
In 2021 richtte hij de BV-band De Meezingers op. Samen met diverse tv-gezichten, waaronder Ivan Pecnik, Kristof Goffin en Koen Crucke, treedt hij op met een meezingbaar repertoire. Hij staat ook regelmatig solo met zijn band op het podium als 'Stef & De Kapellekens'. Sinds 2024 is hij ook de frontman van De Plopsa Stars, een liveband die het Studio 100 repertoire brengt.   
In de zomer van 2021 werd hij aangekondigd als de nieuwe sidekick van Margriet Hermans in haar programma Margriet aan Zee op Proximus Pickx. Hiermee volgt hij Ben Crabbé op. Sindsdien is hij als presentator verbonden aan meerdere programma’s op deze zender. Hiervoor werd hij o.a. naar het Filmfestival van Cannes gestuurd en presenteerde hij de 'Black Carpet Show' van de MIA's. 

## Presentator
| Jaar       | Titel                                     | Zender               | Opmerkingen                                                                          |
| ---------- | ----------------------------------------- | -------------------- | ------------------------------------------------------------------------------------ |
| 2022       | Music Industry Awards - Black Carpet Show | Proximus Pickx & één | samen met Saartje Vandendriessche                                                    |
| 2021-2022  | Unplugged+                                | Proximus Pickx       | samen met Ianthe Tavernier                                                           |
| 2021       | Margriet aan Zee                          | Proximus Pickx       | samen met Margriet Hermans                                                           |
| 2020       | Vlaanderen Zingt                          | MENT TV              | samen met Donaat Deriemaeker                                                         |
| 2018       | De Viral Fabriek                          | Nickelodeon          | samen met Nienke van Dijk Dit programma werd genomineerd voor de Gouden Stuiver 2018 |
| 2018       | Cool Factor                               | Nickelodeon          | samen met Nienke van Dijk                                                            |
| 2017       | Droomkamers                               | Nickelodeon          | samen met Iris Hesseling                                                             |
| 2017-2018  | Snap Het                                  | Nickelodeon          | samen met Iris Hesseling                                                             |
| 2017       | Cheeese                                   | Nickelodeon          | enkel uitgezonden in Vlaanderen                                                      |
| 2017       | Grappenmakers - Rank The Prank            | Nickelodeon          | enkel uitgezonden in Vlaanderen                                                      |
| 2017, 2018 | Nickelodeon Kids' Choice Awards           | Nickelodeon          | samen met Anouk Maas (2017) en Nienke van Dijk (2018)                                |
| 2017, 2018 | De Race naar de KCA's                     | Nickelodeon          | samen met Anouk Maas (2017) en Nienke van Dijk (2018)                                |
| 2013       | Jij Kiest!                                | VTMKZOOM             |                                                                                      |

## Acteur
| Jaar       | Titel                                          | Platform     | Opmerkingen                                            |
| ---------- | ---------------------------------------------- | ------------ | ------------------------------------------------------ |
| 2024       | Familie                                        | VTM          | Gastrol (Dimitri De Buck)                              |
| 2024-heden | Milo                                           | VTM          | Bijrol (Rik) vanaf aflevering 85                       |
| 2023       | Echte Verhalen: De Buurtpolitie - De Klok Tikt | VTM          | Gastrol (Jesse Verdonck) in aflevering “Verloren Zoon” |
| 2021       | De Grote Sinterklaasfilm: Trammelant in Spanje | Bioscoopfilm | Bijrol (Bewaker)                                       |
| 2021-2022  | Vloglab                                        | VTM Kids     | Bijrol (Joren)                                         |
| 2020       | Raak!                                          | YouTube      | Bijrol (Stem: Magische Tablet)                         |
| 2019       | Ugly Dolls                                     | Bioscoopfilm | Stemacteur                                             |
| 2019       | Wonder Park                                    | Bioscoopfilm | Stemacteur                                             |
| 2018       | K3 Roller Disco                                | VTMKZOOM     | Gastrol (zichzelf)                                     |
| 2015       | Hartendief                                     | Bioscoopfilm | Hoofdrol (Goblin Philippe)                             |
| 2013-2014  | Thuis                                          | één          | Gastrol (Corneel)                                      |
| 2014       | Slot Marsepeinstein                            | Nickelodeon  | Gastrol (Piet)                                         |
| 2014       | Ghost Rockers                                  | Ketnet       | Gastrol (pester)                                       |
| 2013       | Rox                                            | Ketnet       | Gastrol (Jordy) in aflevering ‘’Voetbal‘’              |
| 2013       | Albert II                                      | één          | Gastrol (Prins Amedeo)                                 |
| 2012       | Plop wordt Kabouterkoning                      | Bioscoopfilm | Edelfigurant (Kabouter Toeterlakei)                    |

## Theater
Sinds 2015 is Poelmans actief in het beroepstheater. In eerste instantie achter de schermen. Zo was hij o.a. de regieassistent van de eerste twee edities van de Winterrevue van Stany Crets. Daarnaast regisseert hij ook amateurvoorstellingen. Sinds 2023 is Poelmans zaakvoerder van FOMO Producties. 
| Jaar         | Productie                      | Producent                          | Rol                     |
| ------------ | ------------------------------ | ---------------------------------- | ----------------------- |
| 2025         | Het Paashuis                   | Fabrique Fantastique               | Plinius                 |
| 2024         | Plopsa Stars                   | FOMO Producties                    | Zanger                  |
| 2021 - heden | Stef Poelmans & De Kapellekens | FOMO Producties                    | Zanger                  |
| 2021 - 2025  | De Meezingers                  | FOMO Producties / Vlaanderen Zingt | Zanger                  |
| 2021         | Droomprinses in Dromenland     | De Proefkonijnen                   | Prins                   |
| 2020 - heden | Vlaanderen Zingt               | Vlaanderen Zingt                   | Presentator/Entertainer |
| 2019-2020    | Bossemans & Coppenolle         | Loge10 Theaterproducties           | Nest van Yperzeele      |
| 2019         | Taxi Taxi                      | Roxy Theaterproducties             | Philippe Corsage        |
| 2018-2019    | Een Inspecteur Belt Aan        | Loge10 Theaterproducties           | Eric Birling            |
| 2016         | A Bomma                        | De Komedie Compagnie               | Koning Boudewijn        |
| 2016         | Een Vlo in het oor             | Roxy Theaterproducties             | Homenides de Histangua  |
| 2016-2018    | Oscar                          | De Komedie Compagnie               | Oscar                   |
| 2015         | Slisse & Cesar                 | Roxy Theaterproducties             | Jan Slisse              |